# Alime Abdenánova
Alime Seitosmanovna Abdenánova (en ruso: Алиме́ Сеит-Османовна Абдена́нова, en tártaro de Crimea: Alime Seitosman qızı Abdenanova; Kerch, Unión Soviética, 4 de enero de 1924 - Simferópol, Unión Soviética, 5 de abril de 1944) fue una exploradora soviética de etnia tártara de Crimea que combatió en las filas del Ejército Rojo durante la Segunda Guerra Mundial. Después de que comenzara la ocupación alemana de Crimea en 1943, dirigió un grupo de reconocimiento con el que recopiló valiosa información de inteligencia sobre las posiciones de las tropas alemanas y rumanas en toda la península de Kerch, por lo que recibió la Orden de la Bandera Roja.   
Después de que el grupo fuera arrestado por los alemanes en febrero, Abdenánova fue torturada durante más de un mes, pero se negó a revelar ninguna información a sus captores. A la edad de veinte años fue ejecutada en las afueras de Simferópol el 5 de abril de 1944. El 1 de septiembre de 2014, por decreto del Presidente de la Federación de Rusia, Vladímir Putin, fue declarada póstumamente Héroe de la Federación de Rusia, lo que la convirtió en la decimosexta mujer y la primera tártara de Crimea en recibir dicho título.

## Biografía

### Infancia y juventud
Alime Abdenánova nació el 4 de enero de 1924 en Kerch en el seno de una familia de campesinos tártaros de Crimea. Su madre, Meselme, había nacido en el pueblo vecino de Mayak-Salyn en una familia numerosa y había crecido en la pobreza hasta que se casó a los diecisiete años; su padre Seit-Osman trabajaba en la Planta Metalúrgica de Kerch. En 1926 nació la hermana de Alime, Azife, seguida del nacimiento de su hermana menor Feruza en 1929. Tras la muerte de su madre en 1930 y su padre en 1931 Alime y sus hermanas vivieron con su abuela en Jermai-Kashik y tomaron el apellido Abdenánova.
Después de completar siete años de escuela secundaria con honores, encontró trabajo como secretaria en el Sóviet de la aldea de Uzun-Ayaksky en el distrito de Leninsky. En 1940 se convirtió en miembro del Komsomol. Después de la invasión alemana de la Unión Soviética en junio de 1941, solicitó en varias ocasiones unirse al Ejército Rojo, pero cada vez fue rechazada por ser miembro del Comité Ejecutivo del Distrito de Leninsky. El 16 de noviembre de 1941, el comité se trasladó a Kerch y más tarde a Temriuk. Después de las reubicaciones, pudo inscribirse en cursos de medicina y luego fue asignada a un hospital en Krasnodar.

### Segunda Guerra Mundial
Después de que las tropas soviéticas recuperaran el territorio previamente controlado por la Wehrmacht en la Batalla de Kursk y la Operación Novorossíisk-Taman, el Alto Mando del Ejército Rojo tenía la intención de lanzar una ofensiva para retomar Crimea a continuación. Para ello, el mayor general Nikolái Trusov, subjefe de Inteligencia del Estado Mayor del Ejército Costero Independiente, ordenó que se enviaran exploradores de reconocimiento a la retaguardia de las fuerzas del Eje en retirada. Se formó el grupo de reconocimiento «Bast», formado por dos exploradores y seis agentes entrenados en sabotaje, y desplegados en la ciudad de Staryi Krym; lograron enviar más de 300 transmisiones de inteligencia al Ejército Rojo. Sin embargo, la red de ocho personas no pudo monitorizar toda la península y estaba sujeta a un escrutinio cada vez mayor por parte de los nazis. A medida que los nazis endurecieron las restricciones de viaje, al grupo le resultó cada vez más difícil evitar el reclutamiento laboral por parte del Eje, lo que habría terminado prematuramente con su misión. Trusov decidió entonces enviar un segundo grupo de reconocimiento a la península, y Abdenanova pronto se ofreció como voluntaria para la tarea. Al ingresar a la escuela de entrenamiento de inteligencia militar en Krasnodar, se preparó para su asignación, aprendió a lanzarse en paracaídas desde un avión y recibió un curso intensivo de espionaje.

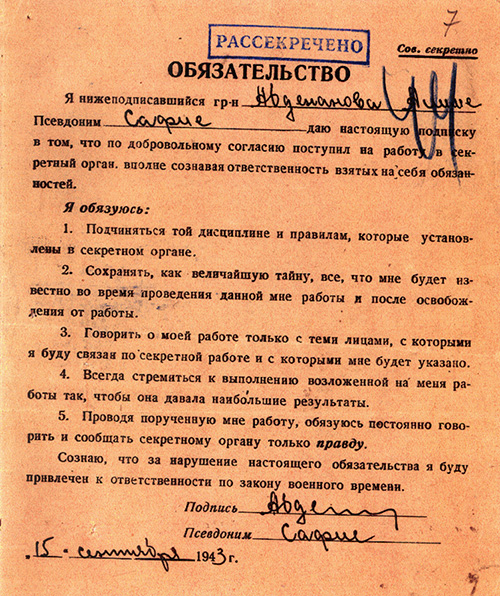
Documento por el que Alime Abdenánova se comprometía a cooperar con la inteligencia militar soviética

A altas horas de la noche del 2 de octubre de 1943, Abdenanova se lanzó en paracaídas desde un avión biplano soviético Po-2 sobre la aldea de Dzermai-Kashik con su operadora de radio Larisa Gulyachenko. Al aterrizar ligeramente desviado, Abdenanova se lesionó la pierna pero logró llegar a la casa de su abuela. Allí, Abdenánova comenzó a trabajar bajo el seudónimo de «Sofía» y Gulyachenko usó los nombres «Stasya» y «Proud». Para recopilar la información solicitada por el Ejército Rojo, organizó un pequeño grupo de exploradores que incluía a su tío Abduraky Bolatov, el maestro de la escuela local Nechipa Batalova, Sefidin y Dzhevat Menanov, Vaspie Ajibaeva, Jairla Mambejanov y Battal Battalov. A los exploradores se les asignaron tareas que incluían el monitoreo constante del ferrocarril local, la localización del movimiento de las tropas enemigas, la recopilación de datos sobre las guarniciones en el área y la situación del despliegue de las unidades enemigas en el área. Las reuniones se llevaron a cabo en la casa de Battal Battalov, donde al proporcionar información a Alime, se comunicaría por radio con el departamento de inteligencia del Frente del Cáucaso Norte. Desde el inicio de la operación en Dzermai-Kashik hasta el 19 de octubre, se enviaron dieciséis radiotelegramas al Ejército Rojo, muy por encima del requisito de dos por semana. En total, la organización clandestina envió más de ochenta transmisiones de inteligencia, lo que resultó en mayores pérdidas entre las tropas alemanas.
El 13 de diciembre de 1943, el mayor Athekhovsky, jefe del segundo departamento de reconocimiento del cuartel general del Frente del Cáucaso Norte, propuso a Abdenanova y Gulyachenko para la Orden de la Bandera Roja. El mayor general Nikolái Trusov apoyó la nominación y el 5 de enero de 1944 el consejo militar del Ejército Costero Independiente aprobó la nominación; Sin embargo, dado que Abdenanova se encontraba en ese momento en territorio ocupado por los nazis, por lo tanto, no pudo recibir personalmente el premio, la medalla se conservó en un edificio de almacenamiento en Moscú hasta que fue entregada oficialmente a su hermana Feruza el 9 de mayo de 1992, después de lo cual se envió al museo Lenino.

### Muerte
En enero y febrero de 1944, Abdenanova envió cuarenta y dos transmisiones de radio al Ejército Rojo, pero el 11 de febrero las baterías de su radio se agotaron y se vio obligada a solicitar un nuevo juego de baterías al partisano local Aleksander Pavlenko. Después de proporcionar el juego de baterías, Pavlenko fue arrestado por los alemanes, hecho que Alime informó a la sede y recibió instrucciones de Trusov de viajar a un pueblo cercano y quedarse con familiares. En ese momento, los alemanes comenzaron a sospechar la presencia de un equipo infiltrado en Kerch, y con el uso de un radiogoniómetro se encontró la ubicación de los exploradores. A última hora de la noche del 25 de febrero, los nazis lanzaron una redada en la casa de Sefidin y Dzhevat Menanov, durante la cual la mayoría de los exploradores, incluidos Abdenanova y Gulyachenko, fueron arrestados y enviados a una prisión en Staryi Krym. La radio había estado escondida dentro de un establo, pero fue rápidamente encontrada. En la prisión, ninguno de los exploradores que Abdenanova reclutó reveló información militar a los alemanes, incluso bajo tortura, y la mayoría de ellos fueron fusilados en el monte Agarmysh el 9 de marzo. Vaspie Ajibaeva murió debido a la tortura a la que fue sometida, en la prisión antes de que ocurrieran los disparos y Nechipa Batalova recibió un disparo en el patio de la prisión.
Al presenciar la tortura de los partisanos de Crimea, la operadora de radio Larisa Gulyachenko aceptó cooperar con los nazis y les dijo que la radio que usaban para transmitir información estaba escondida en el establo. Abdenanova, sin embargo, se negó a proporcionar información alguna a los nazis y fue fuertemente torturada por ello. Varios rusos leales a los nazis participaron en torturarla, arrancarle las uñas, romperle brazos y piernas, rociarla con agua helada y desfigurarle la cara. A pesar de la tortura y los prolongados interrogatorios, no reveló ninguna información. El 27 de marzo, los partisanos asaltaron la prisión de Staryi Krym y liberaron a muchos prisioneros, pero no encontraron a Abdenanova porque la habían enviado a una prisión en Simféropol, donde llegó el 3 de abril y fue puesta en régimen de aislamiento. El 5 de abril de 1944 la Gestapo la asesinó de un disparo y la enterraron en un lugar desconocido.

## Honores y legado

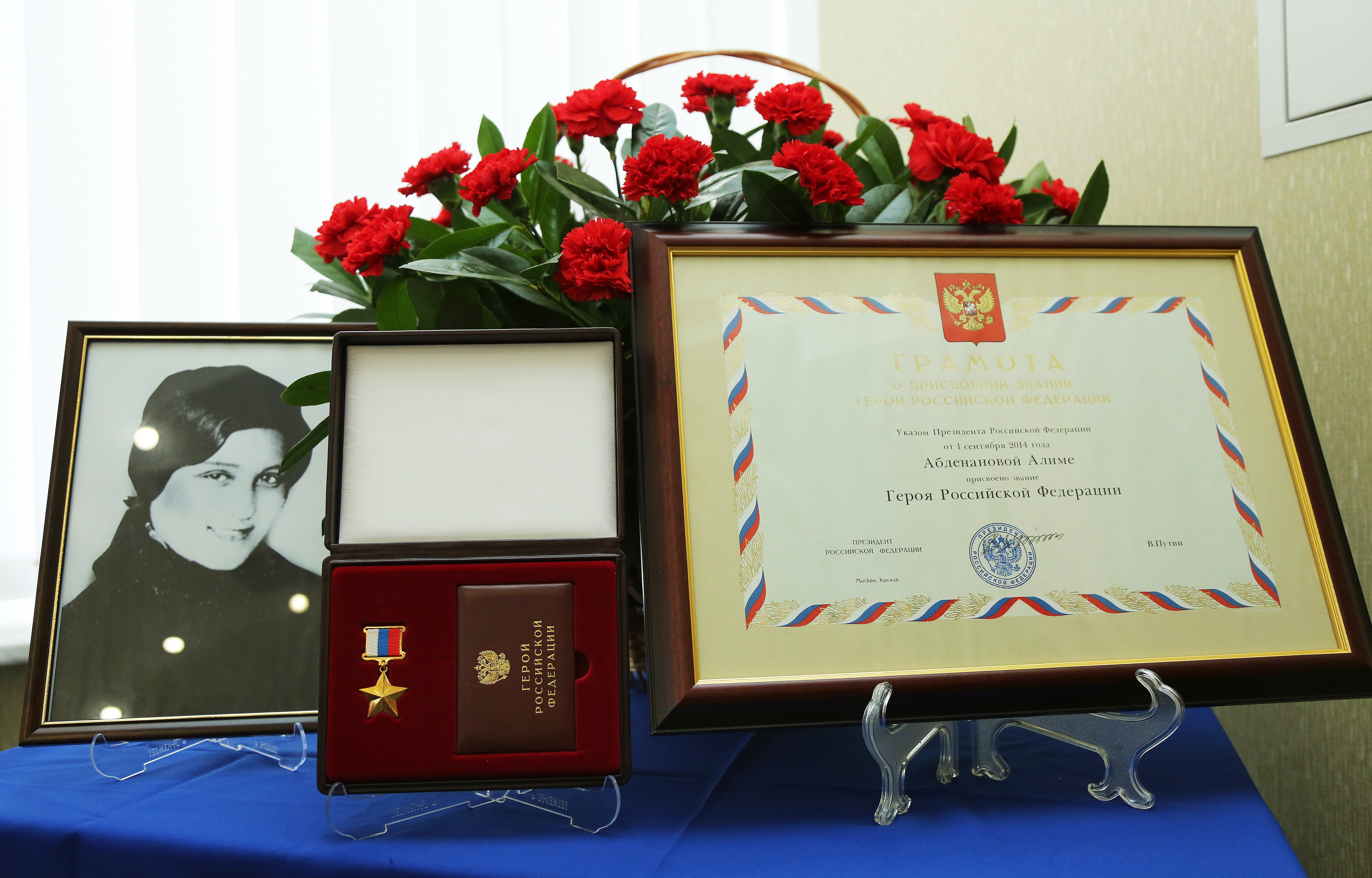
Estrella de Oro de Heroína de la Federación de Rusia y los documentos de concesión del título, entregados a los familiares de Abdenánova en 2014.

Después de que los soviéticos volvieron a tomar el control de Crimea en abril de 1944 (véase ofensiva de Crimea), los oficiales del Ejército Rojo visitaron a la familia de Alime y elogiaron su valentía, afirmando que sus acciones no serían olvidadas. Sin embargo, después de la deportación de los tártaros de Crimea a Asia Central el 18 de mayo de 1944, los familiares supervivientes de Alime fueron deportados a Uzbekistán, incluida su abuela, que ayudó a los exploradores, y su hermana Azife, que fue partisana durante la ocupación alemana. El gobierno soviético había declarado colectivamente a todos los tártaros de Crimea como traidores, incluso a aquellos que habían servido con la mayor lealtad al Ejército Rojo, por lo tanto, incluso después de repetidas peticiones pidiendo que Abdenanova fuera declarada Héroe de la Unión Soviética, nunca fue premiada con el título y sus actos permanecierón en gran parte desconocidos para el público durante la mayor parte de la era soviética.
Después del colapso de la Unión Soviética, se publicaron varias noticias sobre sus acciones durante la guerra llamándola «la Zoya Kosmodemiánskaya de Crimea» y después de la Adhesión de Crimea a Rusia en 2014, fue declarada póstumamente Héroe de la Federación de Rusia el 1 de septiembre de 2014 en una solemne ceremonia en Moscú.

### Listas relacionadas
- Lista de Heroínas de la Federación de Rusia